# Officier des systèmes d'armes

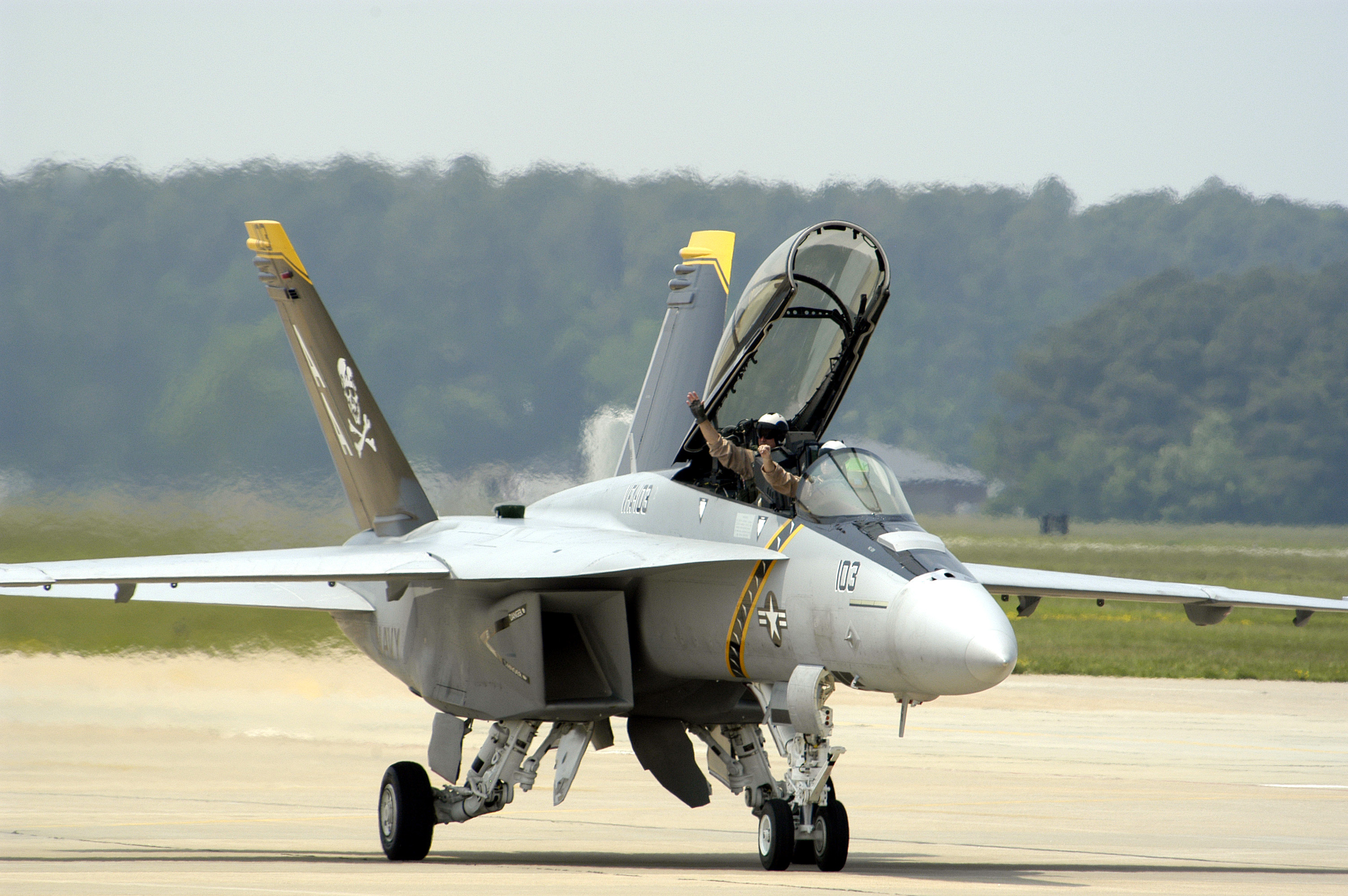
Le pilote et l'officier des systèmes d'armes d'un McDonnell Douglas F/A-18F Super Hornet saluant avec le cockpit ouvert.

Un officier des systèmes d'armes (en anglais : Weapon Systems Officer, WSO, prononcé « wizzo » ; en français NOSA, abréviation de « navigateur officier systèmes d’armes ») est un aviateur militaire responsable des systèmes d'armes d'un avion ou d'un hélicoptère (le pilotage et le co-pilotage de l'aéronef étant laissés à d'autres personnes).
Le terme désigne également d'autres rôles d'assistance en fonction du pays dans lequel est utilisé. Il remplace celui de navigateur aérien.